# ابوبکر تفاوا بالوا
الحاج ابوبکر تفاوا بالوا, اولین نخست‌وزیر نیجریه پس از استقلال از انگلستان بود که پس از او این سمت منحل شد.

## زندگی شخصی
ابوبکر تفاوا در بائوچی، از مناطق مسلمان شمال نیجریه، به دنیا آمد. او از بنیانگذاران حزب کنگره مردم شمال که سازمان‌یافته‌ترین حزب نیجریه به‌شمار می‌رفت. پایگاه مردمی این حزب ریشه در اقوام مسلمان شمال نیجریه مثل هوسه و فولانی داشت. ابوبکر تفاوا در سال ۱۹۴۷ به شورای قانونگذاری راه یافت، در آن هنگام نیجریه مستعمره بریتانیا بود. او در سال ۱۹۵۷ به سمت نخست‌وزیری برگزیده شد و در اکتبر ۱۹۶۰ نیجریه را به سوی استقلال رهبری کرد.

## نخست‌وزیری و کودتا ۱۹۶۶ نیجریه
دولت ابوبکر تفاوا تا ژانویه ۱۹۶۶ دوام آمد. در این زمان دولت او توسط یک کودتا ساقط شد. وی مورد اعتماد دولت انگلستان بود اما بسیاری از رهبران و سران قبایل نیجریه به او اعتماد نداشتند. به خصوص قبایل غرب نیجریه که رئسای آن‌ها مثل آولو به دستور او تحت پیگرد بودند. در کودتای ژانویه ۱۹۶۶ نیجریه رهبران کودتا که عمدتاً از قبیله ایبو در شرق نیجریه بودند که به‌طور سنتی با قبیله هوسه خصومت و دشمنی داشتند، ابوبکر تفاوا بالوا را سرنگون کردند و او به نحو فجیعی کشته شد.